# Mažoji Sruoja
Mažoji Sruoja je řeka na západě Litvy (Telšiaiský kraj) v Žemaitsku na Žemaitijské vysočině. Pramení na severovýchodním okraji vsi Pakerai, u jihovýchodního okraje města Plungė. Řeka teče zprvu směrem západním, ve vsi Pakerai se stáčí na jih, potom táhlým obloukem po okraji města Plungė až do směru západoseverozápadního a u východního okraje obce Varkaliai se ostře stáčí na jih a dále meandruje směrem jihojihozápadním. Mažoji Sruoja je až do soutoku s řekou Minija (a dále řeka Minija až do svého ústí) jsou ichtyologickou rezervací (je zde zakázáno rybaření, nebo jinak překážet nerušenému tření ryb). Do řeky Minija se vlévá naproti vsi Juodeikiai pouhých 600 m pod soutokem řeky Didžioji Sruoja s Minijí jako její pravý přítok 140,8 km od jejího ústí do Atmaty.

## Přítoky
- Pravé: Sraujelė, Mergvagis